# Giovanni Viel

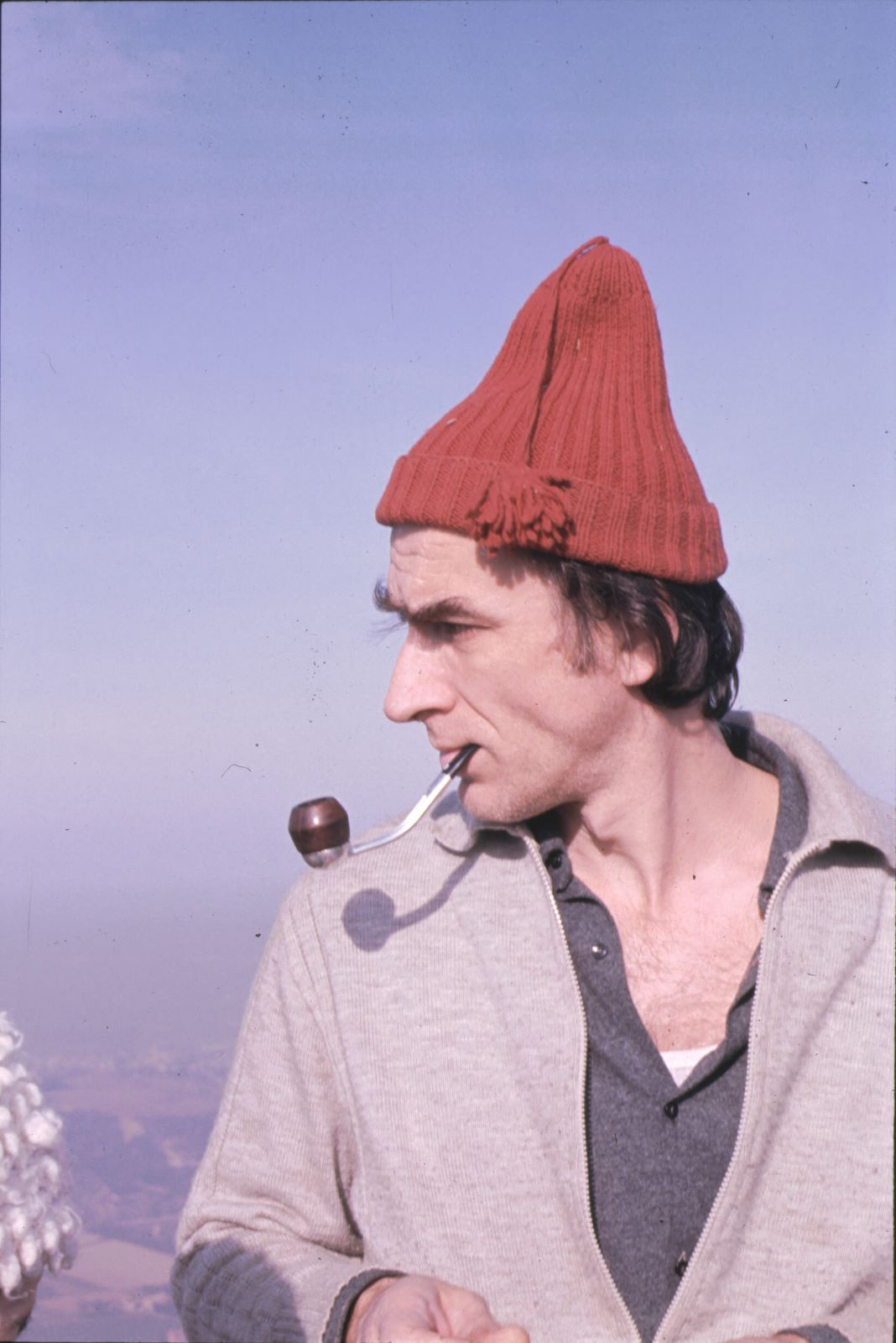
Giovanni Viel

Giovanni Viel (Bologna, 26 febbraio 1944 – Zola Predosa, 19 settembre 2009) è stato un geologo, urbanista, politico e alpinista italiano.

## Biografia
Giovanni Viel nacque a Bologna il 26 febbraio 1944 da Angelo Viel, Maresciallo dei Carabinieri, e Olimpia Belletti (vedova Gillone), maestra di scuola secondaria.
Si laureò in Geologia all'Università di Bologna nel 1971 con Raimondo Selli e Giulio Pisa, e continuò a svolgere attività di ricerca, al di fuori dell'Università, sino al 1980. In particolare, trovò finanziamenti per le sue ricerche stratigrafiche con collaborazioni scientifiche con la Pertusola Sud, e con la docenza nelle scuole secondarie di Bologna e della Romagna. Dalla metà degli anni '80 il suo studio professionale intraprese consulenze sempre più importanti, e giunse ad avere rilievo nazionale, lavorando con enti locali in tutto il Nord dell'Italia. 
Eletto nel Consiglio comunale di Zola Predosa in quota PCI, dal 1985 al 1986 è stato assessore all'Ambiente nella giunta di Clò Forte, e poi dal 1986 al 1990 ricoprì la medesima carica nella giunta del sindaco Sergio Aleotti. In séguito l'attività professionale lo portò a fornire innovative metodologie nel campo della pianificazione, dell'analisi del rischio sismico e idrogeologico, presentati anche a livello teorico in diversi Congressi di rilievo internazionale, e contribuendo a livello pratico all'affermazione del "Servizio Geologico della Regione Emilia-Romagna". Dopo il pensionamento, nel 2008, Giovanni Viel tornò a dedicarsi alla ricerca pura nel campo della geologia strutturale, di cui è rimasta testimonianza nell'articolo, pubblicato postumo, a sei mani con E. Farabegoli e G. Brusca.

## Contributo alla geologia strutturale
Già il lavoro della tesi di laurea, dal titolo Geologia dell'alta valle zoldana fra il Pelmo ed il Civetta (Belluno), proponeva una revisione del processo morfogenetico del Triassico, adeguatamente riconosciuto dalla comunità scientifica solo un trentennio più tardi, quando le teorie classiche furono riviste nella direzione indicata da Viel. Il suo lavoro era teso a chiarire l'evoluzione stratigrafica, paleotettonica e paleogeografica del Trias del Sudalpino e, specialmente, dei suoi rapporti genetici con le due orogenesi (ercinica e alpina) che la precedevano e seguivano. I dati reperiti sembravano contraddire le risultanze sino ad allora conosciute della stratigrafia del Trias medio di questo settore chiave delle Dolomiti. Il lavoro uscì in due articoli (1979), dopo un lungo lavoro di approfondimento, per la Rivista Italiana di Paleontologia.
La nuova teoria tettonica del Triassico alpino fu successivamente perfezionata da Giovanni Viel in alcuni articoli successivi, giungendo ben presto a proporre un nuovo modello evolutivo in Il Permo-Trias delle Alpi Meridionali; evoluzione tardo-ercinica di un bacino marginale di retroarco sialico, pubblicato in L'industria mineraria del 1980, con M. Marinelli ed E. Farabegoli, modello ulteriormente elaborato e illustrato in Polarità tettonica e vulcanismo ladino-carnici del Sudalpino, pubblicato nei Rendiconti della Società Geologica Italiana del 1981 ed ancora, in Tectono-Sedimentary cycles in Southern Alps, pubblicato a quattro mani con E. Farabegoli. Il nuovo modello, assai innovativo, incontrò scarso appoggio nella comunità scientifica e accademica, fino a quando, trent'anni più tardi, la ricerca sul Trias riprese vigore e alcuni lavori cominciarono a confermarlo; dell'ultimo periodo è un lavoro, pubblicato postumo (Le mineralizzazioni Pb-Zn nel quadro paleogeografico del Trias delle Dolomiti orientali. Ipotesi genetiche, apparso in Geo-archeologia a sei mani con C. Brusca e E. Farabegoli), che fornisce nuove prove (si vedano le pubblicazioni qui sotto).

## Contributo alla pianificazione
Di grande innovatività e, sotto altro profilo, di grande interesse scientifico è stato l'impegno di Viel nella geologia applicata alla pianificazione. Nei primi anni '80 collaborò alla stesura di alcuni Piani regolatori comunali (Vergato, Pianoro, in provincia di Bologna). Fu autore della parte geologica e morfologico-paesaggistica della “Matrice Ambientale” per il Piano Territoriale Regionale dell'Emilia-Romagna, negli anni 1986-87; in quegli anni la pianificazione regionale era ancora agli albori.
Il suo contributo alla “Matrice Ambientale” disegnò un quadro metodologico del tutto nuovo, in Italia, nell'approccio alla pianificazione e alla valutazione del rischio ambientale. Tale metodologia fu applicata da Giovanni Viel in molte altre realtà locali del Nord Italia: dalla Provincia di Brescia a quella di Verona, a quella di Biella, a quella di Lecco. Affiancata a questa attività professionale sul campo, Giovanni Viel descrisse il proprio lavoro nella pianificazione in numerosi seminari, convegni e pubblicazioni, dal punto di vista teorico (si vedano le pubblicazioni qui sotto). Nel 2003 con la pubblicazione dello "Schema direttore della Pericolosità Geo-ambientale" (con De Nardo e Montaguti), per il Servizio Geologico dell'Emilia Romagna, vengono poste le basi dell'applicazione di nuove metodologie nella cartografia del rischio geologico del territorio dell'Emilia Romagna.
Giovanni Viel affrontò, a partire dal 2006, un vasto progetto di zonizzazione della pericolosità sismica del territorio: del 2006 è infatti il suo contributo sul rischio sismico nel Piano Strutturale Comunale (P.S.C.) di Cattolica, esposto al XXVI Convegno Nazionale del Gruppo Nazionale di Geofisica della Terra Solida (2007), dove vengono elaborate nuove metodologie  nell'elaborazione delle mappe del rischio sismico.
Giovanni Viel, negli anni '80 e '90, collaborando col Servizio Geologico della Regione Emilia-Romagna, redasse le norme per il rilevamento e l'elaborazione della Carta Geologica dell'Appennino Emiliano-Romagnolo alla scala 1:10.000 e la realizzazione dello Schema direttore della pericolosità geo-ambientale nel 2002.

## Attività alpinistica
Giovanni Viel esercitò l'alpinismo tra la fine degli anni '60 e i primi anni '70, compiendo numerose salite e ripetizioni nelle dolomiti bellunesi. Fu anche autore di alcune vie insieme ai suoi compagni di cordata. Le vie da lui aperte sono:
1) 11 agosto 1966: "Spalla Sud" del Pelmo, con Pietro Sommavilla;
2) 1º settembre 1966: "Pilastro Nord Ovest" del Sassolungo, con Pietro Sommavilla;
3) 5 settembre 1966: "Gran Diedro Sud" sullo Schiara, in cordata con Giorgio Garna e Gianni Gianeselli (800 m, V-VI e A2);
4) 13 agosto 1967: Spigolo Nord Ovest dello Spiz di Mezzo (Mezzodì), con Gianni Gianeselli e Pietro Sommavilla;
5) 10 settembre 1967: parete Ovest della Spiz Nord del Mezzodì, con Pietro Sommavilla, Corrado Angelini, Gianni Gianeselli, Giuseppe Da Damos;
6) 6 giugno 1968: Diedro Sud Est del Piccolo Spígol del Palón (Mezzodì), con Gianni Gianeselli, Renato Mosena, Pietro Sommavilla;
7) 31 agosto 1971: Torrione inferiore di Fórca Rossa sul Pelmo, con Gianni Gianeselli e Pietro Sommavilla.

## Pubblicazioni (scelta)
Pubblicazioni di geologia strutturale:
- Viel G. (1971), Geologia dell'alta valle zoldana fra il Pelmo ed il Civetta (Belluno), Tesi di Laurea inedita. Università di Bologna.
- P. L. Rossi, Giovanni Viel, G. Simboli, Significato paleogeografico e magmatico-Tettonico della serie Vulcanica Vulcano-Clastica Ladinica superiore nell’Area del Monte Civetta, in Bollettino della Società Geologica Italiana, 1977,  pp. 433-458.
- Viel G. (1979), Litostratigrafia ladinica: una revisione. Ricostruzione paleogeografica e paleostrutturale dell'area Dolomitica-Cadorina (Alpi Meridionali), in "Riv. It. Paleont. Strat.", 85/1, pp. 85–125, e 85/2, pp. 297–352.
- Lucchini F., Rossi P.L., Simboli G. & Viel G. (1980), Dati petrochimici sulla serie vulcanica medio-triassica dell'area di Tarvisio (Carnia), in "Miner. Petrogr. Acta", 16, pp. 183–211.
- Marinelli M., Viel G. & Farabegoli E. (1980), Il Permo-Trias delle Alpi Meridionali; evoluzione tardo-ercinica di un bacino marginale di retroarco ensialico, in "Industria Mineraria", 6, pp. 1–14.
- Pisa G., Marinelli M. & Viel G. (1980), Infraraibl group: a proposal (Southern Calcareous Alps, Italy), in "Riv. It. Paleont. Strat." 85, pp. 983–1002.
- Viel G. (1981), Polarità tettonica e vulcanismo ladino-carnici del Sudalpino, in "Rend. Soc. Geol. It.", 4, pp. 261–262.
- Brusca C., Gaetani M., Jadoul F. & Viel, G. (1981), Paleogeografia Ladino-Carnica e metallogenesi del Sudalpino, in "Mem. Soc. Geol. It.", 22, pp. 65–82.
- Farabegoli E. & Viel G. (1981), Tectono-Sedimentary cycles in Southern Alps, in "lAS, 2nd Eur. Mtg.", Bologna.
- Farabegoli E. & Viel G. (1982), Litostratigrafia della Fm. di Werfen (Trias inf.) nelle Dolomiti occidentali, in "Industria Mineraria", 6, pp. 3–14.
- Brusca C., Gaetani M., Jadoul F. & Viel G. (1982), I giacimenti Pb-Zn del Permo Trias nelle Alpi Meridionali e nelle Apuane, Relazione Finale Contratto C.R.E.S.T. 092.79.7 MPPI. Samim-Pertusola, 4.23-4.70 Roma.
- Broglio Loriga, C., Conti, M.A., Farabegoli, E., Fontana, N., Mariotti, N., Massari, U., Neri, C., Nicosia, U., Pasini, M., Perri, M.C., Pittau, P., Posenato, R., Venturini, C. & Viel G. (1986), Upper Permian sequence and P/T Boundary in the area between Carnia and the Adige valley, in "Field Conference on Permian and Permian-Triassic boundary in the South- Alpine segment of the Western Tethys, and additional regional reports"; 4–12 July 1986, Brescia, Field guide-book, Italian IGCP project 203 group (ed.). Società Geologica Italiana, Brescia; pp. 23–28.
- Brusca C., Farabegoli E. & Viel, G. (2010), Le mineralizzazioni Pb-Zn nel quadro paleogeografico del Trias delle Dolomiti orientali. Ipotesi genetiche, in "Geo-archeologia", 1, pp. 59–114.

Pubblicazioni di geologia applicata e pianificazione:
- Viel G., Carte degli ambienti ed ambiti morfologici della Regione Emilia Romagna, (1:100.000), in "Matrice Ambientale", 1984-1985, Piano Territoriale della Regione Emilia Romagna.
- Viel G., Carta Strutturale del Piano Territoriale Regionale", (1:250.000), collaborazione alla stesura. Regione Emilia romagna, 1988
- Viel G., "Le componenti fisiografiche del paesaggio", con carta illustrativa (1:100.000). Il Sistema delle aree di interesse naturalistico e paesaggistico della Provincia di Bologna, Assessorato all'Ambiente, Prov. di Bologna, 1990
- Viel G., Depositi alluvionali intravallivi, elementi per la pianificazione, Cartografia (1:25.000) e norme relative, in "Piano Territoriale Infraregionale della Provincia di Bologna", Provincia di Bologna, 1990.
- Viel G., Il sistema ambientale dell'area urbana e periurbana bolognese, griglia normativa, in "PTI, Provincia di Bologna", 1991, Bologna
- Viel G., Griglia delle compatibilità e delle politiche, carte di sintesi (1:25.000) e testo normativo, in "PTI, Provincia di Bologna", 1991; Bologna.
- Viel G., Limiti fisici allo sviluppo insediativo, legende di gerarchizzazione e di interpretazione territoriale, in "Mem. Descr. Carta geol. d'It.", V 46, pp 85–87, 1992.
- Viel G., Impianto metodologico per la realizzazione della carta geologica in ambiente di pianura alluvionale: 1ª fase, correlazione tra il sistema di fondovalle e l'Alta Pianura, in "Seminario della Regione Emilia Romagna di Villa Salina", 24-25/06/1993, Bologna.
- Viel G., Carta del rischio geo-ambientale (1:250.000), Ufficio Geologico, Regione Emilia Romagna, "1° European Congress on Regional Cartography and Information Systems", Bologna, 1994.
- Viel G., Inquadramento morfologico, in: "I suoli dell'Emilia Romagna, note illustrative alla carta dei suoli della Regione Emilia Romagna in scala 1: 250.000, 1° European Congress on Regional Cartography and Information Systems", Bologna, 1994.
- Viel G., Progetto carta idromorfologica - bacino idrografico del F. Enza, Poster Session, in "1° European Congress on Regional Cartography and Information Systems", Bologna, 1994.
- Viel G., Urban geology and its application to the Bologna area, in "2° European Congress on Regional Cartography and Information Systems", Barcellona, 1997.
- Viel G., The Rubicone (Italy) seismic microzonation investigation, posters section, in "2° European Congress on Regional Cartography and Information Systems", Barcellona, 1997.
- Viel G., Pianificazione ambientale delle aree metropolitane: il bolognese, primi risultati, in: "Geologia Delle Grandi Aree Urbane", CNR-RER, Bologna 4-5/11/1997.
- Viel G., La microzonizzazione sismica nella pianificazione urbanistica e territoriale: l'esperienza del "Masterplan" del Rubicone e prospettive regionali, in: "Geologia Delle Grandi Aree Urbane", CNR-RER, Bologna 4-5/11/1997.
- Viel G., Acque sotterranee ... terra, e, ... quant'altro, in: "Metronomie <ricerche e studi sul sistema urbano bolognese>", CLUEB, numero 12, 1998.
- Viel G., Rischio Idrogeologico delle aree urbane: l'esempio di Forlì. In "Le Pianure, conoscenza e salvaguardia", Ferrara 8-9-10 novembre 1999, Poster Session.
- Viel G., The Emilia-Romagna master plan on geological hazard, in "Third Congress on Regional Geological Cartography and Information Systems", Monaco di Baviera (Germania), 24 – 27/ ottobre 2000.
- Sangiorgi S. e Viel G., Esperienza di caratterizzazione sismica a scala comunale: zonizzazione e normative per il comune di Cattolica (Rn), in "26º Convegno Nazionale del Gruppo Nazionale di Geofisica della Terra Solida", Roma, 13-15 novembre 2007.

## Onorificenze
Gli è stata conferita postuma, il 29 ottobre 2011, l'iscrizione all'Albo d'Oro per la geologia del Museo geologico G. Cortesi di Castell'Arquato e gli è stato dedicato il Convegno Internazionale "New Developments on Triassic Integrated Stratigraphy", Museo Geologico “G. G. Gemellaro”, Palermo, 12-16 settembre 2010, organizzato dalla "Subcommission on Triassic Stratigraphy", dalla "International Commission on Stratigraphy" e dalla "Commissione italiana di Stratigrafia", patrocinato dalla "Società Geologica Italiana".